# Orfeo negro
Orfeo negro (1959) es una película del director de cine francés Marcel Camus. De coproducción brasileña, francesa e italiana, fue rodada en Río de Janeiro y contribuyó a convertir en mundialmente famosa la música popular brasileña. 
Antonio Carlos Jobim y Luiz Bonfá (Luiz Floriano Bonfá: 1922 - 2001) son los autores de los dos temas principales de la música, que llegarían a ser clásicos de la bossa nova y del jazz: A felicidade, de Jobim, y Manhã de Carnaval, de Bonfá. 
Basada en la obra teatral de 1954 Orfeu da Conceição, del poeta y también músico Vinícius de Moraes, la película constituye una adaptación del mito de Orfeo al ambiente del carnaval brasileño.

## Argumento
La bella Eurídice llega a Río de Janeiro en vísperas de su famoso carnaval, donde será acogida por una prima que vive en un arrabal de favelas de la ciudad. Se acerca allí, entre el frenesí de la samba por las calles, en un tranvía cuyo conductor, un músico llamado Orfeo, héroe popular del lugar por el poder de seducción de sus canciones, se fija en sus encantos. Sin embargo, la relación de éste con ella se verá afectada por las sospechas de su celosa novia. La pasión los sumergirá en el trance vertiginoso del carnaval, que a su vez los arrastrará a un desenlace fatídico. 
Durante esa noche de carnaval, Orfeo y Hermes buscan a Eurídice, llegando Orfeo hasta un conserje que lo lleva por una gran escalera de caracol oscura, una referencia al descenso mítico al inframundo y una puerta con un perro llamado Cerbero, en honor al perro de tres cabezas de Hades, donde al entrar el espíritu de Eurídice habita el cuerpo de una anciana que le habla. Cuando Orfeo se vuelve y la mira, ve a la anciana y el espíritu de Eurídice se va.
Como en el mito griego, Orfeo, aun siendo capaz de hacer levantarse el sol con su música y su canto, y de embelesar a todos los que lo oyen, no consigue realizar su amor y muere.

## Comentarios
Ganó la Palma de Oro del Festival Internacional de Cine de Cannes en 1959, y en 1960 los premios Oscar y Globo de Oro a la mejor película en lengua extranjera. 
En 1999, Carlos Diegues hizo un remake de esta película titulado Orfeu, cuya banda sonora fue producida por Caetano Veloso.
En 2005, coincidiendo con el año de Brasil en Francia, René Letzgus y Bernard Tournois exhibieron en el festival de Cannes su documental À la recherche d’Orfeu negro (En busca de Orfeo negro), que explora la repercusión social que ha tenido Orfeo negro en Brasil hasta la actualidad, sobre todo en lo que respecta a la internacionalización del carnaval, la samba, la bossa nova y la obra de Vinicius de Moraes. 
En él, ofrecen su testimonio importantes personalidades de la música y la cultura brasileñas, como Gilberto Gil, Milton Nascimento, Carlos Diegues… y el propio Breno Mello, el actor que caracterizó a Orfeo, al que este documental rescató del olvido en que vivía pobremente en una humilde casa de Porto Alegre, y le permitió asistir por fin al Festival de Cannes, donde recibió un homenaje 46 años después de la gloriosa presentación de la película de Camus.
Los actores principales de Orfeo negro fallecieron en verano del 2008: Breno Mello, el 11 de julio en Porto Alegre; Marpessa Dawn, el 25 de agosto en París, casi 50 años después de haber encarnado la relación entre Orfeo y Eurídice en el cine.
En el 2013, el grupo musical canadiense, Arcade Fire utilizó varias escenas de la película para el vídeo (versión lírica) de Afterlife.